# Цоллернальб (район)
Цоллернальб (нем. Zollernalbkreis) — район в Германии. Центр района — город Балинген. Район входит в землю Баден-Вюртемберг. Подчинён административному округу Тюбинген. Занимает площадь 917,72 км². Население — 192 505 чел. Плотность населения — 210 человек/км².
Официальный код района — 08 4 17.
Район подразделяется на 25 общин.

## Города и общины
Города
1. Альбштадт (46 417)
2. Балинген (34 357)
3. Бурладинген (12 876)
4. Гайслинген (6 023)
5. Хайгерлох (10 937)
6. Хехинген (19 386)
7. Месштеттен (10 824)
8. Розенфельд (6 552)
9. Шёмберг (4 667)

Объединения общин
Общины
1. Бизинген (9 285)
2. Биц (3 814)
3. Даутмерген (418)
4. Дорметтинген (1 065)
5. Доттернхаузен (1 913)
6. Гроссельфинген (2 138)
7. Хаузен-ам-Тан (504)
8. Юнгинген (1 454)
9. Нусплинген (1 861)
10. Обернхайм (1 547)
11. Рангендинген (5 198)
12. Ратсхаузен (792)
13. Штрасберг (2 673)
14. Вайлен-унтер-ден-Риннен (637)
15. Винтерлинген (6 679)
16. Циммерн-унтер-дер-Бург (488)